# Sepp Komanschek
Sepp (Josef) Komanschek (n. 1912 Sânandrei, Banat – d. 31 mai 1983, Sindelfingen) a fost un scriitor de limba germană originar din Banat.
După ce a luat bacalaureatul, a locuit în Germania din 1929 până în 1934, unde a studiat agronomia.
Întors în România, Andreas Schmidt, șeful Grupului Etnic German din România, l-a numit pe Sepp Komanschek șef al secțiunii pentru țărănime a organizației.
După Lovitura de stat de la 23 august 1944 și întoarcerea armelor, autoritățile române l-au arestat. În timp ce era transportat spre locul de detenție a reușit să sară din trenul aflat în mers și s-a refugiat la Viena. În toamna anului 1944, Sepp Komanschek s-a înrolat în trupele Waffen-SS ale Germaniei Naziste. La sfârșitul anului 1944 a fost parașutat în sudul Banatului, împreună cu alți naziști și fasciști români din Mișcarea Legionară. A fost capturat și dus în Uniunea Sovietică, unde a petrecut 10 ani în lagărul de la Vorkuta, fiind eliberat din prizonierat în 1955.
S-a stabilit în Germania de Vest, la Stuttgart, unde a devenit membru al conducerii Asociației Șvabilor Bănățeni din RFG (Landsmannschaft der Banater Schwaben in der B.R. Deutschland). Între 1965 și 1976 a fost președinte al asociației din landul Baden-Württemberg.
Împreună cu Fritz Cloos, Sepp Komanschek a devenit membru al Comunității de lucru pentru cercetări etnopopulare sudestgermane (Arbeitsgemeinschaft für südostdeutsche Volks- und Heimatforschung), sprijinite de Securitatea din România, în cadrul căreia a prezentat, ocazional diverse materiale.

## Distincții
În 1977 a fost distins cu Ordinul de Merit al Republicii Federale Germania (Bundesverdienstkreuz) clasa 1.
În 1978 a primit die Silberne Ehrennadel des Deutschen Genossenschafts- und Raiffeisenverbandes.

## Scrieri
- Die heitere Seite eines ernsten Lebens. Humoristische Erlebnisberichte aus Kindheit, Jugend und Mannesalter, Editura Wegweiser, Wannweil. ca. 1982* [3][4]
- Geschichtliche Entwicklung und heutiger Stand des deutschen Genossenschaftswesens in Südosteuropa, Diplomarbeit an der Landwirtschaftlichen Hochschule Berlin 1934.[2]
- Die landwirtschaftliche Zentralgenossenschaft. Ein Beitrag zur Geschichte des Banater-deutschen Genossenschaftswesens, Deutsche Volksdruckerei und Verlags-AG, Kronstadt 1938, 63 S.[2]
- Die landwirtschaftlichen Leistungen der Banater Schwaben in Rumänien 1919-1944, Verlag Oertel und Spörer, Reutlingen 1961, 120 S. u. 8 S. Bildbeilagen [Veröffentlichungen des Kulturreferates der Landsmannschaft der Banater Schwaben, Arbeitsheft 3].[2]